# Liste der geschützten Landschaftsbestandteile im Landkreis Erlangen-Höchstadt
Im Landkreis Erlangen-Höchstadt gab es am 26. Dezember 2022 insgesamt 11 ausgewiesene geschützte Landschaftsbestandteile.